# Colori minerali
Con il termine colori minerali si vuol descrivere l'unione di pigmenti e leganti minerali. Nel settore dei colori per edilizia si conoscono tre tipi di leganti minerali: la calce il gesso ed il silicato.
Mentre la calce reagisce all'aria formando il carbonato di calcio (reazione di carbonatazione), i leganti silicati (generalmente il silicato di potassio o silicato liquido di potassio) fanno presa per effetto della CO2 formando, a contatto con reagenti minerali, silicati di calcio idrati (reazione di silicizzazione).
Subendo in maniera diffusa e continuativa l'aggressione di alcuni inquinanti presenti nell'atmosfera che ne provocano la trasformazione in gesso (reazione di solfatazione), la calce viene utilizzata prevalentemente nel settore del restauro monumentale. Oggigiorno, quando si parla di colori minerali, si fa più frequentemente riferimento a colori ai silicati, cioè colori che utilizzano il silicato liquido di potassio come legante. Questi prodotti vengono anche chiamati colori a base di silicato di potassio o colori Keim (dal nome del loro inventore).

## Storia
Gli alchimisti alla ricerca della “pietra filosofale” (fabbricazione dell'oro) scoprirono nei focolari perle brillanti e trasparenti come vetro. La sabbia mista alla potassa e il calore avevano formato perle di silicato di potassio. Vennero prodotti i primi piccoli dischetti tondi di silicato di sodio che furono utilizzati come prime finestre. La prima produzione industriale di silicato di sodio ebbe luogo nel XIX secolo ad opera di Van Baerle a Gernsheim e di Johann Gottfried Dingler ad Augusta. I primi tentativi di produrre colori con il silicato di sodio furono compiuti da Johann Nepomuk von Fuchs. La facciata della Pinacoteca di Monaco venne decorata intorno al 1850 dai pittori Kaulbach e Schlotthauer. L'utilizzo di pigmenti non silicizzanti (pigmenti di terra) provocò il distacco dei colori dal silicato con il degrado delle pitture.
Fu Re Ludovico I di Baviera a dare l'impulso decisivo all'intenso lavoro di ricerca di Adolf Wilhelm Keim. Il monarca, appassionato d'arte, fu così colpito dalla meravigliosa freschezza dei colori degli affreschi dell'Italia settentrionale che volle far riprodurre questi capolavori anche nel suo regno, la Baviera. Tuttavia, il clima notoriamente più rigido a nord delle Alpi distrusse le opere in breve tempo. Così ai ricercatori di corte venne conferito l'incarico di sviluppare dei colori che avessero l'aspetto della calce per affreschi ma che fossero più resistenti e duraturi nel tempo. Nel 1878 l'artigiano e ricercatore Adolf Wilhelm Keim brevettò i colori minerali ai silicati, prodotti ancora oggi dalla Keimfarben, la società che fu fondata successivamente e che ha sede a Diedorf, vicino ad Augusta.
Anche V. van Baerle, da cui Keim dipendeva per la fornitura di silicato di sodio, provò a produrre per conto suo colori al silicato. I suoi esperimenti durarono anni, fino a quando non giunsero a maturazione e anche lui riuscì ad ottenere buoni risultati. La ditta Silinwerk van Baerle a Gernsheim e la Ditta Keimfarben a Diedorf divennero due famose società di produzione.
Ancora oggi è possibile ammirare tinteggiature originali del XIX secolo. Ne sono una prova di grande effetto alcune facciate di antichi edifici in Svizzera, come l'albergo "Weißer Adler" a Stein am Rhein o il Municipio di Schwyz (1891). Altri esempi sono rintracciabili a Oslo (1895) o a Traunstein (1891).

## Caratteristiche
Gli ingredienti principali dei colori minerali ai silicati sono i pigmenti inorganici e il silicato liquido di potassio, chiamato anche acqua di vetro. A differenza dei prodotti da tinteggiatura organici i silicati non formano un film sulla superficie dell'intonaco ma si legano ad esso in maniera indissolubile grazie alla reazione di silicizzazione.
Il risultato è un legame estremamente solido tra pittura e supporto altamente resistente agli effetti dei raggi UV. Infatti mentre i leganti organici come le dispersioni acriliche o di resine siliconiche nel corso degli anni si indeboliscono sotto gli effetti dei raggi UV dando vita a fenomeni di sfarinamento, crepe e, quindi, danni della tinteggiatura, il legante inorganico “silicato liquido di potassio” rimane stabile.
Il legame chimico con il substrato e la resistenza ai raggi UV del legante sono le ragioni fondamentali della straordinaria durata dei colori al silicato.
L'applicazione dei colori ai silicati deve essere eseguita su un supporto minerale come l'intonaco o il calcestruzzo, o su superfici debitamente preparate con i prodotti noti come fondi di collegamento, che creano le condizioni idonee affinché si inneschi la reazione di silicizzazione.
La permeabilità al vapore acqueo (cioè la capacità di lasciarsi attraversare dal vapore) dei colori al silicato è sovente anche migliore di quella del supporto dove viene posato. Ciò significa che i colori al silicato in pratica non impediscono la diffusione del vapore acqueo; l'umidità contenuta nel corpo dell'edificio, o nell'intonaco, può disperdersi liberamente verso l'esterno. Ciò mantiene le pareti asciutte ed impedisce il degrado delle superfici. Inoltre, in questo modo si evita l'umidità di condensazione sulle superfici riducendo il rischio di attacchi di alghe e funghi. L'alto grado di alcalinità del legante silicato di potassio offre un'ulteriore protezione dagli attacchi dei microorganismi e consente di rinunciare completamente all'impiego di conservanti, antimuffa e antialga all'interno dei prodotti.
Le superfici trattate con colori minerali si sporcano meno facilmente di altre in quanto i materiali privi di additivazione organica non sono termoplastici e pertanto anche se esposti ad elevate temperature rimangono perfettamente minerali, a differenza delle superfici tinteggiate con prodotti legati a dispersione o contenenti leganti a base di resine siliconiche, che diventano appiccicose con il calore.
Ed è proprio per questa mancanza di resine che visivamente le pitture minerali si possono presentare con differenze cromatiche alle volte molto spiccate. Ciò è dipeso anche dalle differenze di salinità del sottofondo e dal tempo di asciugatura delle stesse.

## Tipi
Oggi, in linea di massima, si distinguono tre tipi di colori ai silicati:
Puri Colori ai Silicati: è costituito da due componenti, uno in polvere, i pigmenti e uno liquido, il legante liquido silicato di potassio (DIN 18363 Lavori di pitturazione e verniciatura - rivestimenti 2.4.1). La lavorazione richiede molta esperienza ed un'adeguata ed attenta preparazione dei fondi. È diffusa soprattutto nel settore dell'edilizia storica.
Colori ai Silicati Monocomponenti: Il primo colore monocomponente ai silicati è stato sviluppato a metà del XX secolo. Aggiungendo una percentuale pari a massimo il 5% in massa di additivi organici. In questo caso si parla dei cosiddetti “colori ai silicati a dispersione” (DIN 18363 Lavori di pitturazione e verniciatura - rivestimenti 2.4.1). Il campo di applicazione di questo tipo di pittura ai silicati è certamente molto più ampio rispetto a quello dei colori ai silicati puri, perché consente di intervenire anche su substrati con presenza di vecchie pitture purché debitamente trattati.
Colori al Sol di Silice: Dal 2002 esiste una terza categoria di colori ai silicati, la cosiddetta pittura a base di sol di silice. È una pittura che, come legante, contiene una combinazione di sol di silice e silicato liquido di potassio. Sfruttando le nanotecnologie è stato possibile ottenere un legante minerale (Sol di Silice) che consente anche l'applicazione su malte non minerali. Qui le componenti si legano da un punto di vista chimico e fisico. La pittura a base di sol silice ha rivoluzionato il campo di applicazione dei colori ai silicati. Questi colori possono essere applicati facilmente e in sicurezza su tutti i substrati attualmente più diffusi.